# Иерихон (провинция)
Иерихо́н (провинция) (араб. محافظة أريحا‎) — одна из 16 провинций Палестинской автономии. Расположена в восточной части Западного берега реки Иордан, занимает южную часть долины реки Иордан, вплоть до северного берега Мёртвого моря, граничит с Иорданией.
Столицей является город Иерихон. Согласно переписи 2017 года, население провинции составляет 50 002 человек.

## Муниципалитеты
Города
- Иерихон

Деревни
- Фасаиль
- Айн ад-Дьюк ат-Тахта
- Айн ад-Дьюк аль-Фока